# Sincerely II
Albums de Mari Hamada
Sense of Self
(2003) Elan
(2005)
Sincerely II est un album de ballades de Mari Hamada sorti en 2005, comprenant de nouvelles chansons, des reprises, et d'anciens titres.

## Présentation
L'album sort le 23 février 2005 au Japon sous le label Tri-m de Tokuma Japan Communications, plus de quinze ans après l'album similaire Sincerely qui lui donne son titre. Conçu sur le même principe, ce deuxième volume contient douze titres, du genre ballades romantiques : quatre nouvelles chansons (Ataraxia, Canary, Koi・uta, et Tolerance), de nouvelles versions de deux anciens titres (Missing de 1991, et Earth-Born de 1986), et six autres chansons tirées de précédents albums. Il est donc généralement considéré plutôt comme un album compilation.

## Liste des titres
Toutes les paroles sont écrites par Mari Hamada ; celles du n°3 sont coécrites avec Stephania Tyrell, Kevin Savigar et Steve Tyrell.
| CD    | CD                                                                | CD                                            | CD    | CD | CD | CD | CD | CD | CD |
| No    | Titre                                                             | Musique                                       | Durée |    |    |    |    |    |    |
| ----- | ----------------------------------------------------------------- | --------------------------------------------- | ----- | -- | -- | -- | -- | -- | -- |
| 1.    | Missing (nouvelle version ; de l'album Tomorrow)                  | Mari Hamada, Hiroyuki Otsuki                  | 4:26  |    |    |    |    |    |    |
| 2.    | Ataraxia (nouvelle chanson)                                       | Mari Hamada                                   | 5:18  |    |    |    |    |    |    |
| 3.    | Can't get you close enough (de l'album Persona)                   | Mari Hamada, S. Tyrell, K. Savigar, S. Tyrell | 4:24  |    |    |    |    |    |    |
| 4.    | Canary (nouvelle chanson)                                         | Takanobu Masuda                               | 6:07  |    |    |    |    |    |    |
| 5.    | Koi・uta (nouvelle chanson)                                       | Tsukasa Nakajima                              | 4:20  |    |    |    |    |    |    |
| 6.    | Soleil (de l'album Persona)                                       | Hiroyuki Otsuki                               | 3:05  |    |    |    |    |    |    |
| 7.    | Prayer (de l'album Marigold)                                      | Mari Hamada, Yoichi Fujii                     | 6:15  |    |    |    |    |    |    |
| 8.    | Earth-Born (nouvelle version ; de l'album Promise in the History) | Takanobu Masuda                               | 6:54  |    |    |    |    |    |    |
| 9.    | So Hurt So Long (de l'album Anti-Heroine)                         | Hiroyuki Otsuki, Marc Tanner                  | 5:24  |    |    |    |    |    |    |
| 10.   | Beautiful Days (de l'album Sense of Self)                         | Mari Hamada                                   | 6:12  |    |    |    |    |    |    |
| 11.   | Tolerance (nouvelle chanson)                                      | Hiroyuki Otsuki                               | 3:39  |    |    |    |    |    |    |
| 12.   | Stardust (de l'album Sense of Self)                               | Mari Hamada                                   | 5:25  |    |    |    |    |    |    |
| 61:29 |                                                                   |                                               |       |    |    |    |    |    |    |